# Trigonostemon hirsutus
Trigonostemon hirsutus är en törelväxtart som beskrevs av Charles Budd Robinson. Trigonostemon hirsutus ingår i släktet Trigonostemon och familjen törelväxter. Inga underarter finns listade i Catalogue of Life.